# Hotel Colon (Vic)
L'antic Hotel Colon és un edifici noucentista de Vic (Osona) protegit com a bé cultural d'interès local. Va ser dels establiments més cèlebres i transversals de Vic durant bona part del segle xx. Actualment té ús residencial i comercial.

## Descripció
L'antic hotel presenta una planta rectangular que forma xamfrà amb el carrer de Sant Fidel, la plaça de Santa Clara i la rambla del Passeig. Constava de planta baixa i tres pisos, que han passat a ser quatre segons la nova remodelació. Al sector del Passeig hi ha dues portes rectangulars a la planta baixa i una tribuna pentagonal al primer pis, damunt la qual hi ha una terrassa, així com al tercer pis. A la part de migdia, a la plaça de Santa Clara, abans de la reforma actual, sobresortia una gran tribuna al primer pis, de forma ovalada i amb vitralls a les finestres, que alhora era també una remodelació de l'original, amb tres tribunes; damunt aquest espai hi havia igualment una terrassa. En aquest sector de migdia és on hi havia l'entrada principal. La façana del carrer de Sant Fidel, abans de la remodelació, tenia el portal tapiat i actualment no presenta cap dels elements de l'edifici original. Llevat de les tribunes, les altes finestres originals eren rectangulars i així s'hi han mantingut, i l'edifici no presentava cap característica especial. La construcció era de totxo amb arrebossat al damunt, formant franges horitzontals i marcant amb cornises els diversos pisos. Cal remarcar els pilars que sostenien la tribuna tripartida originària, que s'han conservat; els vidres decorats i les baranes de ferro forjat s'han perdut.

## Història
La plaça de Santa Clara, o pla de Santa Clara, es coneix per aquest nom ja que s'hi emplaçava l'antic convent de monges dominiques de Santa Clara al segle xvii, convent i església que foren destruïts a la guerra de 1936. Els solars resultants es varen urbanitzar des del carrer de Sant Antoni fins al carrer de Manlleu i el convent passà a la plaça de Malla, on s'edificà l'església inaugurada el 1963. El Colon era un dels hotels més cèntrics de la ciutat de Vic i centre de reunió els dies de mercat.
S'hi reunien pagesos, treballadors que hi feien el cafè a primera hora, nobles patricis, forasters vinguts d'arreu amb tren i cotxes de línia, viatjants de comerç, jugadors de cartes i dominó, tractants de bestiar, botiguers, aficionats al futbol que hi anaven els diumenges al vespre a veure els resultats de les competicions oficials pintats en una gran pissarra, turistes que hi sojornaven, famílies que hi celebraven banquets i casaments, usuaris de la sala de televisió... I a fora, a la terrassa, les caloroses nits d'estiu convidaven a seure davant d'un dels primers televisors de Vic per veure Galas del sábado, tot bevent un refresc o assaborint un mantecado, a l'època dels primers gelats de La Jijonenca.
Fou objecte d'una remodelació total l'any 1999, que en va desvirtuar especialment la façana de la plaça de Santa Clara (que, de tota manera, ja havia perdut les característiques de l'original) i del carrer de Sant Fidel, mentre que la que dona al Passeig conserva l'essència de l'edifici anterior, tot i el pis sobrealçat de més.